# Krittanai Arsalprakit
Krittanai Arsalprakit (tiếng Thái: กฤตนัย อาสาฬห์ประกิต, phiên âm: Cơ-lít-ta-nai A-xan-bơ-la-kít, sinh ngày 25 tháng 2 năm 1994) còn có nghệ danh là Nammon (น้ำมนต์), là một diễn viên người Thái Lan. Anh được biết đến với vai Sung trong phim Water Boyy (2017) và Nam trong A Tale of Thousand Stars (2021).

## Tiểu sử
Nammon sinh ra tại Chiang Mai, Thái Lan. Anh tốt nghiệp trường đại học Chiang Mai chuyên ngành truyền thông. Anh tham gia vào làng giải trí Thái Lan từ năm 2015 dưới sự quản lý của GMMTV cho đến năm 2021.

## Danh sách phim

### Phim truyền hình
| Năm        | Tiêu đề                          | Vai trò                          | Chú thích          | Tham khảo |
| ---------- | -------------------------------- | -------------------------------- | ------------------ | --------- |
| 2016       | Senior Secret Love: Bake Me Love | Ake                              | Vai phụ            |           |
| 2017       | Water Boyy                       | Sung                             | Vai phụ            |           |
| 2017       | U-Prince: The Badly Politics     | Aob                              | Vai phụ            |           |
| 2017       | SOTUS S                          | Nai                              | Vai phụ            |           |
| 2018       | Kiss Me Again                    | Prize                            | Vai phụ            |           |
| 2019       | Wolf                             | Payu                             | Khách mời, tập 7-8 |           |
| 2019       | 3 Will Be Free                   | Ken                              | Vai phụ            |           |
| 2019       | The Charming Step Mom            | Bantao                           | Vai phụ            |           |
| 2019       | Blacklist                        | Manas (thiên tài trò chơi)       | Khách mời          |           |
| 2019       | A Gift to the People You Hate    | Champ                            | Khách mời          |           |
| 2020       | Girl Next Room: Midnight Fantasy | James (bạn Tan)                  | Vai phụ            |           |
| 2020       | Who Are You                      | "Gus" Damrong (bạn học của Meen) | Vai phụ            |           |
| 2021       | Seua Chanee Gayng 6              |                                  | Vai phụ            |           |
| 2021       | A Tale of Thousand Stars         | Bác sĩ Nam                       | Vai phụ            |           |
| Chưa chiếu | Pass to Your Voice               | Kimhan                           | Vai chính          | [ 2 ]     |
| Chưa chiếu | Mr. Bad Guy                      | Karist                           | Vai phụ            |           |

### Truyền hình thực tế
| Năm  | Tiêu đề                         | Vai trò            | Ghi chú                    | Kênh             | Tham khảo                              |
| ---- | ------------------------------- | ------------------ | -------------------------- | ---------------- | -------------------------------------- |
| 2015 | Talk with Toey Tonight          | Khách mời          | Tập 15                     | GMM 25           |                                        |
| 2016 | Let's Play Challenge            | Khách mời          | Tập 27, 32, 41, 45         | GMM One          | [ 3 ]                                  |
| 2017 | #TEAMGIRL                       | Khách mời          | Tập 58, 99                 | GMM 25           | [ 4 ] [ 5 ]                            |
| 2017 | Off Gun Fun Night               | Khách mời          | Tập 4                      | GMM One, LINE TV | [ 6 ]                                  |
| 2018 | School Rangers                  | Khách mời          | Tập 18-20, 99-101, 135-136 | GMM 25           | [ 7 ] [ 8 ] [ 9 ] [ 10 ] [ 11 ] [ 12 ] |
| 2018 | Yai & the Grandsons             | Khách mời          | Tập 1-2                    |                  |                                        |
| 2018 | How Well Do You Know Each Other | Thành viên cố định | Dài 7 tập                  | GMM One          |                                        |
| 2019 | Arm Share                       | Khách mời          | Tập 29                     |                  | [ 13 ]                                 |
| 2019 | PaiiGunPa                       | Khách mời          | Tập 1                      |                  | [ 14 ]                                 |